# Sturgill Simpson
John Sturgill Simpson, född 8 juni 1978 i Jackson i Kentucky, är en amerikansk countrymusiker och skådespelare.

## Diskografi

### Studioalbum
- 2013 – High Top Mountain
- 2014 – Metamodern Sounds in Country Music
- 2016 – A Sailor's Guide to Earth
- 2019 – Sound & Fury